# スペースワールド

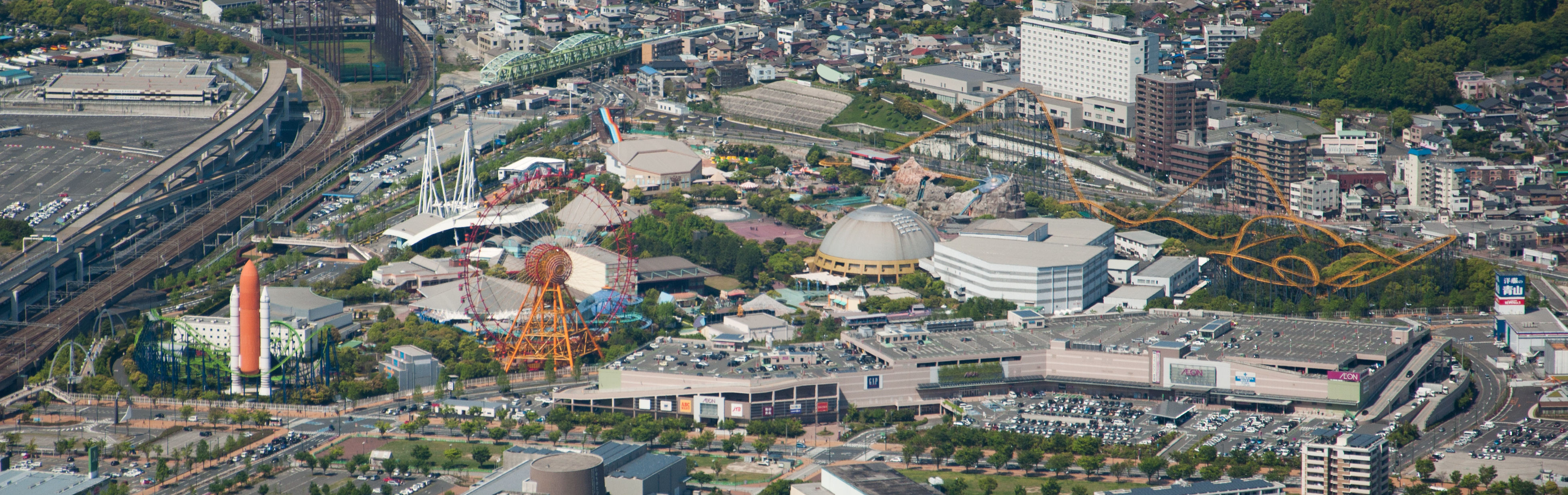
パークの全景

スペースワールド（SPACE WORLD）は、かつて福岡県北九州市八幡東区に存在した宇宙のテーマパーク。「スペワ」という愛称で親しまれた。

## 概要
「マグナムブースターザターン」、「タイタンMAX（2015年3月20日運行開始）」、「ヴィーナスGP（グランプリ）」などの絶叫コースターや、「宇宙博物館」「月の石展示場（元スペースキャンプ）」などの施設を売りにしていた。
飾り付けられたステージでオリジナルバンドLEBの演奏にのってヴィッキーやキャストたちが歌やダンスを繰り広げるレビューショー「ヴィッキー・ザ・ライブ」や、サイエンスショー「ドタバタ研究所」、子供達がラッキーたちと一緒にダンスや体操が楽しめる「ラッキーズダンスコレクション」など、エンターテイメントショーに力を入れている。2010年4月に開園20周年を、2015年4月には開園25周年を迎えた。
オープンプランニングに東阪企画の澤田隆治が参加しており、オープニング時には、澤田が手がける『花王ファミリースペシャル』（関西テレビ制作・フジテレビ系）で、吉本興業所属のタレントが来場しアトラクションを体験する模様が全国放送された。
開園後数年間は多くの来場者があったが、1997年度の216万人をピークに次第に減少し、2004年3月期に351億円の累積損失があった。
2005年4月27日、営業権を新日本製鐵からリゾート運営会社の加森観光に譲渡することを発表した。再建計画の一環として、2006年4月29日に「マグナムブースターザターン（ZATURN）」という名前で日本初登場のインタミン社製急加速型ローラーコースターを導入した。また、経営権の譲渡に伴い、スペースキャンプ財団のライセンスにより設置されていたスペースキャンプジャパンが終了した。スペースキャンプはオープン以来「チームリーダー」というスタッフを中心に、主に小中学生を中心に宿泊を伴うプログラムを実施、宇宙と宇宙開発への動機付けを行うことで科学教育の一端を担った。晩年は学校団体向けに、宇宙飛行士学習施設「アストレスタ」として宿泊を伴うプログラムが組まれていた。宇宙博物館およびスペースシャトルは現存し、月の石の展示も継続していた。スペースキャンプの宿泊施設については園内宿泊施設「スペースロッジ」として営業していた。営業権譲渡に際し、投資抑制の観点および宇宙を知ることは地球を知ることとの観点よりキャッチコピーを「地球大好き」に変更したが、その後、環境省のエコ・アクション・ポイントのモデル事業に参画したり、園内宇宙博物館のシアターにて生物多様性をテーマにしたアニメ「Wake up!! TAMALA」を長期上演するなど、地球環境問題にも注力してゆくこととなった。
従業員や不要施設のリストラに加え、年間フリーパスの大幅値下げ（1日フリーパスの2回分）やプールなどの新規施設の開設、他社コンテンツとのコラボレーションの強化等、地域密着型の経営方針へ転換することにより、2008年には来場者数は11年ぶりに増加に転じ、2009年度には営業黒字を達成、その後も来場者数は2011年に159万人、2012年に164万人と順調に回復した。
2016年3月期には過去最高益を達成した。

### 閉園までの経緯
2016年12月16日、運営企業は2017年12月末をもってスペースワールドを閉園すると発表した。閉園の理由は、少子化の進行、北九州市の人口減少、近年のレジャーの多様化、長崎県佐世保市のハウステンボスとの競合などによる施設の陳腐化などで経営難が続いた影響とみられた。実際のところは、地主の新日鐵住金と運営者の加森観光との間で、賃貸借契約の更新交渉が不調に終わったことが原因とされるとの一部報道があった。これに伴い「なくなるョ! 全員集合」とスタッフ達が叫ぶテレビコマーシャルを制作する等、最後の1年を盛り上げる為の活動を展開した。
2017年12月31日、大晦日でもあったこの日は夜に新年のカウントダウンの花火が打ち上げられ、2018年1月1日午前2時、年明けの深夜に閉園を迎えた。閉園時の運営会社だった株式会社ジャパンパーク&リゾートは姫路セントラルパーク内に移転した上で存続し、加森観光グループの西日本地域での各種施設運営を行っている。

### 閉園後
施設跡地の利用について、地主の新日鐵住金はイオンモールに優先交渉権を与えており、2018年2月19日、イオンモールは同跡地に新業態の商業施設を2021年にオープンすることを明らかにした。その後、2020年2月に既存のイオンモール八幡東との相乗効果を図れる形態の「THE OUTLETS KITAKYUSHU」（ジ・アウトレット北九州）として2022年4月にオープン予定であることが発表された（正式店舗名は2022年2月に決定）。一方運営会社は閉園後も存続し、姫路セントラルパークなど西日本地域の加森観光グループのレジャー施設の運営を引き続き行うほか、北九州市内で新事業を展開することを検討している。また、本社所在地が姫路セントラルパークへ移転している。
園内の施設の一部は、加森観光グループが関係する施設などへ移設された。ヴィーナスGP、ミューナは姫路セントラルパーク、メリーゴーラウンドやコーヒーカップ等は伊豆アニマルキングダムで再利用されることが決定。メリーゴーラウンドも北海道内の加森グループのレジャー施設、動物園での再利用が決まった。大観覧車スペースアイはカンボジアへ売却され「アンコール・アイ」と改称し、シェムリアップの観光施設に設置された。ザターンはロシアの遊園地へ売却され、2021年に稼働予定。
一方でタイタンMAXや、園の象徴だったスペースシャトルの模型は売却先が見つからないなど活用策を見いだせず、スペースシャトルの模型は2018年11月19日に解体された。売却や処分は、土地所有者である新日鉄住金との賃貸契約が切れる2018年6月末が期限で、扱いが決まらなかった遊具は7月以降、同社の管理下に入る。跡地利用を行うイオンモールは更地による引き渡しを求めており、譲渡売却先が決まらない施設は解体撤去処分となる見込み。
展示されていた月の石は一旦NASAに返還されたが、交渉の結果北九州市が借り受けることになり、2018年12月22日より北九州市立いのちのたび博物館にて展示されたのち、2022年4月28日からはスペースワールド跡地に開館した北九州市科学館（スペースLABO）に展示されている。

## チケット料金
チケットは2006年に「フリーパス」に一度統一されたが、2014年11月4日より、入園のみが出来る「入園券」（これのみでは各アトラクションの利用は不可）と各アトラクションごとの「アトラクション券」の販売が再開され、フリーパスを購入しなくても特定のアトラクションのみの単独利用（例：観覧車（スペース・アイ）のみに搭乗する）も再び可能になった。各アトラクションごとの券は、各アトラクションに設置してある券売機で購入するシステムを取っていた。
尚、料金はチケットの種類、並びに購入者の年齢等によって各種設定されていた。
また、「年間フリーパス」という購入日より1年間利用可能なフリーパスが販売されていた。このチケットは（1日）フリーパス2回分＋α程度の価格（翌年に継続購入する際は更に割引される）に設定されており、頻繁に施設を利用する客にはお得なチケットとなっていた。尚、有効期限の最終日が休園日の場合は、直後の営業日まで有効であった。
この他、JR九州が九州内各駅からスペースワールド駅までの往復切符（一部の駅は往復自由席特急券も）とスペースワールドのフリーパスをセットにした「スペースワールド割引きっぷ」「スペースワールドキャンパスデー割引きっぷ」を販売していた。
2017年12月31日専用チケットとして「グランドフィナーレチケット」が当日、チケットブースでのみ発行された。
価格は、大人（中学生以上）8,000円、小人（4歳〜小学生）5,000円、3歳以下無料とされた。

## 歴史

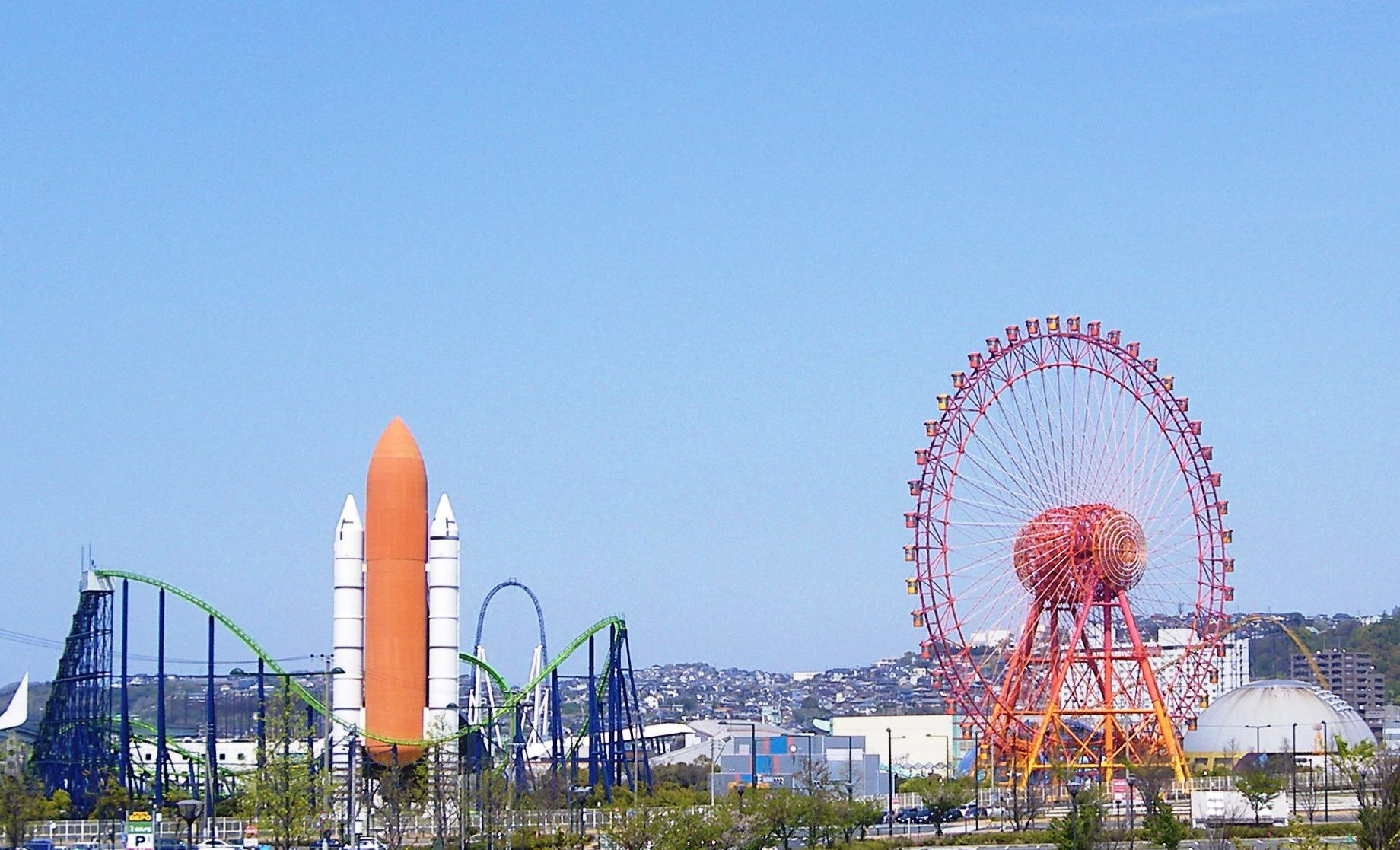
パーク遠景

- 1990年4月22日 - 新日本製鐵（現：日本製鉄）八幡製鐵所の遊休地に開業した（元々はユニバーサル・スタジオの日本進出候補地でもあったが、大阪市此花区に決定した経緯がある）。開業時からスペースシャトル「ディスカバリー号」の実物大モデルがある。当時の最寄り駅はJR枝光駅だった。
- 1992年 - 映像に合わせて座席が激しく揺れる「スターシェイカー」がオープン。映像はルーカスフィルムが製作した「スペースレース」。その後、別の映像に差し替えるなどで公開をつづけてきた。
- 1993年 - 初のウォーターアトラクション「激流アドベンチャー　惑星アクア」がオープン。ドイツのチームが製作し、コース全長は500mと日本最大級の長さ。
- 1994年 - ジェットコースター「流星ライナー　タイタン」がオープン。当時、世界最大級の傾斜角度とスピード（最大傾斜角度60度、最高時速114.4km、全長1523m、最高地点56.4m[19]）であることで話題になった。
- 1995年 - 対象年齢3歳以上のコースター「わんぱくキッズのコースター　クリッパー」がオープン。
- 1996年
  - アントン・シュワルツコフ設計のジェットコースター「スパイラル彗星　ヴィーナス」がオープン。
  - 開園以来人気を博してきた「スペースコースター」が後ろの2両の進行方向を逆向きにして繋ぎ変え、「ブギウギスペースコースター」としてリニューアル。
- 1997年 - フリーフォール型アトラクションとして「アトラスタワー」がオープン[20]。
- 1998年
  - 北九州市の成人式が開催される。テーマパークでの成人式開催は日本初となる。以降、2013年まで成人式会場となった。（2014年からは北九州メディアドームで開催）
  - 8月 - 「アトラスタワー」が重軽傷者を発生させた事故を理由に営業停止[21]。
- 1999年 - JR鹿児島本線にスペースワールド駅が新設され、新しい最寄駅となる。同時に、総工費50億円をかけて新アトラクション「トレジャースター（ツインマーキュリー）」がオープン。スリリングな「アドベンチャークルーズ」と、幼児向けの「ファンタジークルーズ」という2つのウォーターアトラクションも同時オープン。
- 2000年3月1日 - 高さ100m、直径80mの大観覧車「スペース・アイ」がオープン。呉ポートピアランドで『ジャイアントホイール』として使われていたもの。
- 2001年3月17日~4月8日（23日間）九州トミカ博2001が開催された[22]。 アトラクションの中に設置されていたので、入場には遊園地の入場チケット以外に、アトラクションのチケットも必要であった。
- 2001年4月28日 - 4Dシアターアトラクション「BIOHAZARD 4D-EXECUTER」がオープン。
- 2004年 - 子供のためのアミューズメントエリア「キッズクエスト」がオープン。4つのテーマゾーンに分かれており、子供の冒険心をくすぐる施設が多数ある。
- 2005年
  - 4月22日 - 開園15周年を記念して新レビューショー「ラッキーのスペースパーティ」がスタートし、「グリーティングパレード　リズミック」や「ラッキーのミュージックステージ」が15周年バージョンとして再登場した。
  - ホラー系ウォークスルータイプアトラクション「エイリアンパニック」が更なる進化を遂げ、「エイリアンパニック・エボリューション」としてリニューアル。
  - 5月 - 民事再生手続きを開始。
  - 7月21日 - ワールドミステリアスシアター「ハレム」が開催される。

- 2006年

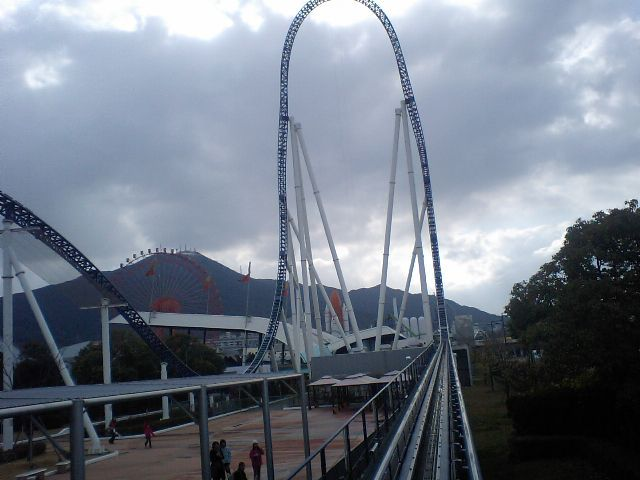
ザターンコース全景

  - 3月18日 - 新レビューショー「ミスティプトII」がスタート。
  - 3月25日 - キャラクターアミューズメントエリア「ラッキータウン」が公開され、キャロットハウスなどキャラクターにちなんだ施設も公開された。
  - 4月1日 - 入場システムが変更。入場券とアトラクションチケットを廃止し、フリーパスに統一され、値段も改正された。
  - 4月29日 - 日本初登場のスーパーコースター「マグナムブースター　ザターン」がオープン。
  - 7月21日 - 昨年に続き、ワールドミステリアスシアター「MOON」が開催。
  - 8月1日 - グリーティングパレード「リズミック」がリニューアルスタート。
  - 12月21日 - 「スパイラル彗星　ヴィーナス」がリニューアル。新名称「ギャラクシーレーサー　ヴィーナスGP（グランプリ）」となりプレオープン。
- 2007年
  - 1月28日 - 約3年間開催した「グリーティングパレード　リズミック」が終了。
  - 2月12日 - スペースワールド・スペクタクル・レビューショー「ミスティプトII」が終了。
  - 3月3日 - 多くのアトラクションでリニューアルが行われる。
    - 「流星ライナー　タイタン」がリニューアルしてプレオープン。新名称は「ミッションライナー　タイタンV（ヴイ）」。
    - 「ラッキータウン」がリニューアル。「ヘンドリックスの海賊船」や「ムニムニ博士の別荘」などが新登場。

  - 3月17日 - 多くのアトラクションなどでリニューアルが行われる。
    - 「BIOHAZARD 4D-EXECUTER」がリニューアルオープンし、「4D シアター」として登場。
    - 「ミッションライナータイタンV（ヴイ）」完全リニューアルオープン。
    - 「ギャラクシーレーサーヴィーナスGP（グランプリ）」完全リニューアルオープン。
    - 新しいパレードショー「Go!Go!Rock!」がスタート。音楽、フロート、衣装など全く新しくなり登場。
    - 「ミスティプトII」の続編、「ミスティプトIII」がスタート。
    - 「プラネッツクルーズ」が、「ミッション・トゥ・マーズ」としてリニューアルオープン。

  - 6月3日 - 「スターシェイカー」が運営終了。
  - 7月21日 - 2つのアトラクションがリニューアルオープン。
    - 「スターシェイカー」跡地に、新アトラクション「4Dヴィジョン ポップステラ」がオープン。
    - 「ファンタジークルーズ」が「ファンファンクルーズ」としてリニューアルオープン。

  - 12月22日 - スペースワールド初のアイススケート型アトラクション「アイスフィールド　フリージングポート」がオープン。
  - 12月31日 - 「ミッションライナー タイタンV」が運転中、連結器が外れ、負傷者を出す事故を起こした。
- 2008年
  - 2月17日 - 「ルナスウィング」が運行終了。
  - 3月8日 - 「ラッキーズ ダンス コレクションVer2.0」スタート。新ユニット「パステル4」誕生。
  - 4月1日 - 「Vicky The Live」2008年版スタート。
  - 4月7日 - 「スーパープラネット」が運行終了。
  - 7月19日 - プールエリア「ウォーターパーク MuNa（ミューナ）」がオープン。「GO! GO! ROCK THE NIGHT・SPACE ROCK PARTY」開催。
- 2009年
  - 3月14日 - 4月5日までの期間限定でコズミックシアターにてドラえもんイベント「ドラえもん　スペース★ドラベンチャー」がオープン。
  - 3月20日 - 2009年版「Vicky The Live」スタート。
  - 3月25日 - 新アトラクション「3Dプラネタリウム」がコズミックシアターにてスタート。
  - 7月18日 - 新施設「タッチプール　トパスのおさかな研究所」オープン。夏の定番「Go!Go!Rock!The Night SPAEC ROCK PARTY」2009年版スタート。
- 2010年
  - 3月6日 - 20周年バージョン「GO! GO! ROCK」スタート。新テーマ曲「NEW GO TO THE SPACEWORLD」完成、パレードのダンスシーンで披露。
  - 3月20日 - 20周年バージョン「VICKY THE LIVE」スタート。
  - 4月24日 - 開業20周年記念セレモニー開催。
  - 5月1日 - 「タイタンV」が運行再開される。新メンバーによる「ラッキーズダンスコレクション」がスタート。
  - 7月1日 - 「ウォーターパークMuNa」にキッズ用の新エリア「噴水ゾーン　みずみずガーデン」がオープン。
  - 7月18日 - 夏の定番「GO! GO! ROCK THE NIGHT SPACE DISCO NIGHT」がスタート。
  - 9月18日 - スペースワールド初のハロウィーンイベント「エイリアン・ザ・ナイト」が開催。
  - 12月23日 - フリージングポートでヤカンを使ったカーリング「ヤカーリング・ゲーム」が開催。2011年2月28日まで。
- 2011年
  - 3月12日 - 『NARUTO-ナルト- 疾風伝』ナリキリ・プレイ・スタジアム～きみもナルトだ!!が開催。
  - 3月19日 - 2011年版「VICKY THE LIVE」が新メンバーでスタート。
  - 4月18日 - カーニバルストリートに新ゲーム「トレジャーハンティング」がオープン。
- 2014年
  - 9月13日 - 日本初＆日本最大「カピバランド」がオープン。
  - 11月4日 - 入場システムが再び変更。入園券（旧称：入場券）と各アトラクションごとのチケットが復活。フリーパスのシステム自体はそのまま変更なしで、販売継続。
- 2015年
  - 1月25日 - 「タイタンV」が運行終了。
  - 3月20日 - 「タイタンV」がむき出しのシートと選曲機能を搭載した新型車両を導入し、「タイタンMAX」としてリニューアルオープン。
  - 7月5日 - スペースワールド25周年×がむしゃらプロレス コラボイベント!!『GAMSHARA SUMMER IMPACT』 ～君はこの"G"に耐えられるか！～が開催。
- 2016年
  - 8月12日 - 森永製菓のハイチュウとコラボレーションして、2016年8月12日から9月11日まで「ハイチュウ園地2016」を実施[23]。期間中はパーク名が「スペーチュワールド」になり、アトラクションの「タイタンMAX」「ザターン」が「ハイタンMAX」「ザチュウーン」と名称変更。同様のイベントは富士急ハイランド及び姫路セントラルパークでも実施。
  - 11月12日 - 魚を氷漬けにしたスケートリンク「氷の水族館」が開館[24]。公設市場の業者から死んだ魚や規格外で廃棄予定の魚5,000匹を仕入れ、スケートリンクの氷床に埋められた[25]。
  - 11月27日 - スケートリンク「氷の水族館」が「命を粗末にしている」とインターネット上で批判されたことから炎上する事態に発展し、11月27日には運営企業が公式サイトにて「不快に思われた皆様に深くお詫び申し上げます」と謝罪を表明[26][24]。リンクの展示を中止するとともに、魚を解凍してお祓いをし、供養した後に肥料や飼料として活用する方針が発表された[26]。
  - 12月16日 - 2017年末をもって閉園することを公式サイトにて発表[5]。
  - 12月21日 - スケートリンクの事案における批判の影響を懸念したさっぽろ雪まつり実行委員会は、過去30年以上イベントで展示していた美術品「魚氷」の展示を見送る方針を検討したが、展示継続を望む札幌市民らの抗議を受け、2016年12月21日展示見送り方針を正式に撤回した[27][28]。
- 2017年
  - 2月 - 運営会社の商号を株式会社スペースワールドから株式会社ジャパンパーク&リゾートに変更[29]。
  - 9月22日 - クラウドファンディングCAMPFIREにて、2017年12月31日の運営最終日に過去に実施して人気を博したナイトショー「花火イリュージョン」を復活実施することを目的とした、目標金額1500万円の支援募集を行った[30]。結果的に支援の申し出は目標金額に満たず、All-or-Nothing方式での募集だったためにクラウドファンディングは成立しなかったが、ナイトショーは自己資金にて実施することとなった。
  - 12月27日 - スプリングブルック天文台の星命名サービスで、地球から417光年離れたおうし座星群の星 GSC653：1366に「SPACE WORLD」の命名権を12月15日付で取得したことを発表した[31]。この命名は11月下旬から掲示されていた「またいつか、別の星で 会いましょう。」をキャッチコピーとする閉園告知ポスターとリンクしている。命名された星は、メインキャラクター「ラッキー ラビット」の誕生日の直近に極大を迎えるおうし座南流星群の放射点近くにあり、皆の幸せを願って流れ星に幸せの鍵を結んだとするオリジナルショーとこれを基にした絵本「ハピネスの鍵（The Key Of Happiness）」に由来する。一連の広告は後日、2017年度の福岡広告協会賞 金賞・銀賞・銅賞、FCC（福岡コピーライターズクラブ）最高賞、ぐろ〜かるCM大賞、2018 ACC TOKYO CREATIVITY AWARDS ACCゴールドを獲得した[32]。
  - 12月31日 - 最終営業日。最後のカウントダウンイベントが実施された。
- 2018年
  - 1月1日 - 前日夜から実施されていたカウントダウンイベントの終了（午前2時）をもって完全閉園となった。
  - 3月23日 - ジャパンパーク＆リゾートの本店所在地を、北九州市から姫路市へ変更[33]。
  - 11月19日 - 跡地に残されたスペースシャトル模型の解体を開始[16]。
- 2019年
  - 12月30日 - 園内従業員駐車場の一角に放置されていたロケットの残骸がICBMタイタンIIであった可能性を示唆する報道がなされた[34]。しかしながら同日、ITジャーナリストから、2017年には複数の国内宇宙ファンの現地調査によりサターンIB SA-212号機の実機の一部であると特定されていることが指摘され[35]、また、米国宇宙産業の技術者からもSNSで同様の指摘が複数あるため、この報道は誤報の可能性がある。
- 2022年
  - 7月16日 - 同運営会社の遊園地姫路セントラルパークへジェットコースター「ヴィーナス GP」が移設、姫路市長や金融機関関係者など列席のセレモニーが行われ、再オープンした[36]。乗り場の建屋など一部を除き、ロゴや乗客への掛け声などほぼ全てがスペースワールド時代のまま再現されている[37]。

## 交通
鉄道
JR九州：鹿児島本線・スペースワールド駅にて下車。
自家用車
北九州高速5号線の枝光出入口が最寄り。
空港から
北九州空港からは小倉駅まで空港連絡バス（北九州空港エアポートバス）を利用。その後JR 鹿児島本線もしくは西鉄バスを利用。
福岡空港からは福岡市地下鉄空港線を利用し博多駅でJR鹿児島本線に乗り換え。

## キャラクター紹介
これらは松下進デザインのもの。
キャラクター出演のレギュラーショー/スペシャルショーが実施されているほか、開園時間前後/閉園時間前や営業時間中の数回エントランス付近で、正午過ぎにレストラン内で、ショー開演前に客席で、それぞれキャラクターグリーティングが行われていた。
閉園後、ラッキー・ラビットらキャラクターの版権は、松下進が運営する株式会社ススム・マツシタ・エンタープライズおよび株式会社ススム・マツシタ・カンパニーに移った。

### ラッキー・ラビットと彼の仲間
ラッキー・ラビット（Lucky Rabbit）
ラビット族の男の子。スペース・アドマイヤー（宇宙を愛する冒険者）。サニー・サイド・アップ星出身。最終学歴はエッグズ・ベネディクト・カレッジ。正義感が強く、元気で好奇心旺盛な性格。人一倍の優しさも兼ね備えている。危険が近づくとクシャミが出て止まらなくなる。
特技として、金属や鉱物類とコミュニケーションをとることができる。「ハロー」と挨拶をすると、誰とでも友達になれる。握手をした人を幸せな気持ちにすることができる。
趣味は「まだ発見されていない星を見つけて自分の名前をつけること」と「流れ星と競走すること」、そして「人をしあわせにすること」の3つ。
必殺技として、「ラビット・アンテナ（耳をピンと立てるとかなり遠くの音までも聞くことができる）」と「ラッキー・パンチ（本気に怒ったときにだけ放つ強力なパンチ）」がある。
ヴィッキー・ラビット（Vicky Rabbit）
ラビット族の女の子。ボイルド・エッグ星出身。最終学歴はエッグヘッド・カレッジ。
職業はエッグ・スタンド・タイムスのスペース・ニュース・ライター。ラッキーのさまざまな冒険をエッグ・スタンド・タイムスに書き送っている。
明るく、教養豊かで優しい。どこにでも書けるマジカル・ペンを持っている。ラッキーに近づく女の子にはやきもちを焼いている。ひとたび危険に立ち向かうと、男の子顔負けの行動力を発揮する。お転婆なためにドリーム・シップをすぐ壊してしまうが、基本的にはいい子である。ドリーム・シップ作りの名人、ムニムニ博士は、彼女の祖父である。
文章を書くことと、料理をすることが趣味。
ヘンドリックス（Hendrix）
トリ族。名パイロット。バード・ランド星雲、レッド・ハット惑星出身。なお、バード・ランド星雲にはたくさんの種類のトリ族が住んでいる。
最終学歴は海賊バード養成所。
スリルと歌を愛する陽気な性格。彼の勇名と音痴は、あちこちの惑星に鳴りひびいている。
趣味は危ないことをすることと、歌を歌うこと。
元宇宙海賊だったので、どんな種類の海図でも読むことができると自慢しているが、その割によく間違う。さまざまな飛行術の達人で、操縦できないシップはないと豪語している。ただし彼自身は50cmも飛べない。
武器として大きな銃を腰にさげている。色々な弾があり、ビックリ箱のように何が飛び出すかわからない。
ハリー・ザ・キッド（Harry The Kid）
ハチ族。フラワランド王国出身。最終学歴はフラワランド・ロイヤル・カレッジ。情報収集学の博士号を持っていると自分では言っている。
職業は身軽な体を利用した情報収集のエキスパート。探検が大好きで、さすらいの冒険家を自称している。宇宙考古学に詳しい。なんでも発見できる「虫めがね」を持っている。
すばしっこい。とてもおしゃれで、テンガロン・ハットを斜めにかぶる。彼がいつのまにか飛び回って集めてくる情報は、ラッキーたちにとっていつも貴重なものとなる。体は小さいが、負けん気が強い。少々理屈っぽく、皮肉屋なところがある。
趣味は噂話をあつめることと、だれも見つけたことのないものを発見すること。
特技は変装。
武器として強力なハリを持っていて、怒ったときに使う。ハリー・ザ・キッドの速撃ちと言われているが、怒りすぎて我を忘れると、思わぬものに刺さって抜けなくなって困る。いろいろな姿に変装して相手を油断させ、あっさりと情報を集めてくる。
アントントン（Antonton）
アリ族。クッキー・シュガー星出身。最終学歴はアリ族のハイスクール出身の庶民派。
力仕事が得意。小さい体を活かした、機械修理のエキスパートでもある。
無口でもくもくと仕事をする頑固な性格。だが本当はやさしい、センチメンタリスト。ヘンドリックスの、よきケンカ友達。
ふるさとの母親にいつも星の絵はがきを送ってあげている。
小さい体に似合わず、大変な力持ち。体が小さいので、どんなところにでも入っていけ、どんなものも修理できる。仲間で、ただ一人地面にもぐることができる。
フランク3000（Frank 3000）
ラッキー・ラビットの執事。メカ族。マッド・スター星出身。
王室付き執事として製造された。あまりに失敗が多いので、不良メカとしてスクラップに出されていたところをラッキーに救出された。
礼儀作法にうるさく、綺麗好き。体は大きいが、気はやさしい。ラッキーを主人としてあおぎ、主にスキップ・ジャック号の中にいて執事の役目を果たす。
趣味は自分の体にさす専用オイルに凝ること。かなりのオイル・グルメである。
料理・炊事・洗濯など、家事全般が得意。
ムニムニ博士（Muni Muni）
ヴィッキー・ラビットの祖父。知恵深き長老ウサギ。サニー・サイド・アップ星出身。年齢不詳。最終学歴はエッグズ・ベネディクト・カレッジ。なお、彼は初代卒業生である。
温厚な性格。宇宙のことならなんでも知っていて、ラッキーたちにいろんな教えを授けてくれる。特別な金色の目を持っている。
ニンジンが大好物。キャロットの森で知恵のニンジンを栽培することと、月の畑でよく育ったニンジンを食べることが趣味。
いろいろなドリーム・シップを考案し、作るのが得意。

### 悪役
バロン・バーロック（Baron Baroque）
悪役3人組の親玉的存在。ヒツジ族。ストレイ・シープ星（迷えるヒツジ星）出身。なお、これは決まった軌道を持たず、宇宙をあちこち移動する惑星である。ドクター・ジョーンズが家庭教師だった。
ストレイ・シープ星の王家の谷の住人。 ときどき自分でも迷ってしまうほどの大迷路の古城に住んでいる。
権力欲旺盛。威厳があるふりをしているが、ひとりになると何もできない。
「いろいろな星の骨董品・財宝を奪って集めること」や「人のものをよこどりすること」、「人に意地悪をすること」など、悪事を趣味としている。
必殺技は巻きツノを使った催眠術。この催眠術にかかると、みんなバーロックのいいなりになってしまう。
武器としてヒツジの紋章の入った剣を持っている。母船のマッド・シップにはいろいろな仕掛けや武器がある。
ミス・グッドナイト（miss Good Night）
バロン・バーロックの知恵袋。ハゲタカ族の悪女。バード・ランド星雲、ブラック・バード惑星出身。最終学歴は死の谷ハゲタカ女学校。
冷酷な性格。嫉妬心が深く、見栄っぱり。猜疑心が強い。年齢のことを言われるとすぐに怒る。若いものにやみくもに嫉妬する。
大変なおしゃれで、羽をかざるのが趣味だが、ケバイ。宇宙で一番きれいな色は黒だと信じて疑わない。
悲鳴をあげて、遠くのものを破壊することができる。ミス・グッドナイトのヒステリカ攻撃と呼ばれている。
ヘンドリックスに片思いをしており、彼の事を「ヘン様」と呼んでいるが、ヘンドリックス本人はグッドナイトが苦手である。
グランキ（Guranchi）
バロン・バーロックの部下。カバ族。自分が生まれた星がどこにあるのかを知らない。
のんびり屋。変装の名人を自称しているが、何に変装してもギョロ目がかくせない。
あくびをすると色々な物をすいこんでしまう強力あくびパワーがある。ハリー・ザ・キッドやアントントンが、この強力パワーに弱い。

## 年間スペシャルイベント
スペースワールドでは四季を通して、さまざまなスペシャルイベントが催される。期間中は、レギュラーショーがスペシャルバージョンになる他、スペシャルショーが催される場合もある。夏における、イベント期間中の数日間は花火ショー「花火イリュージョン」が開催される。
- 春 - ハッピースプリングパーティ
- 夏 - ギャラクシーサマーパーティ
- 秋 - ブルースカイパーティ
- 冬 - ホット!ホット!パーティ

## オフィシャルホテル
パーク内に宿泊施設「スペースロッジ」があった。

## スペースドーム館・スタッフ
- 製作：西野 一夫
- 美術助手：高橋 勲
- 造形：贄田 直樹
- 繰演：松本 光司
- 操演助手：香取 康修、鈴木 豊
- プロデューサー：坂野 義光・伊藤 弘康
- 監督：浅田 英一
- 総監督：中野 昭慶
- 映像制作：東宝映像美術

## テーマソング
- 「GO TO THE SPACE WORLD」
  - 作詞：木本慶子、作曲：谷川賢作、歌：石原慎一
  - NEWバージョン 編曲：宮内美枝、歌：竹内浩明
- 「さよなら遊園地」(グランドフィナーレキャンペーンソング）
  - 作詞：スペースワールド・山口高始、作曲：山口高始、歌：中ノ森文子

## ギャラリー
- スペースワールド駅（2003年10月撮影）
- スペースワールド駅
- スペースワールド駅より見る（2003年10月撮影）
- 北九州市立いのちのたび博物館より望む
- 閉園、施設解体後の跡地（2020年10月撮影）

## 事故
- 1998年8月29日、アトラスタワーにて昇降ケーブル4本のうち1本が金属疲労により断裂しカートが38mの高さから急落し乗客12名が負傷[39]。
- 2007年12月31日、タイタンVの3・4両目の間の連結が外れ後方の車両が減速した前方車両に追突、乗客13名が負傷[40]。

## その他
- 1991年4月20・21日に、スペースワールド開業1周年記念イベントの一つとして小室哲哉のソロライブ「THINK OF EARTH」が開催された。このライブのために作られた楽曲である「Think Of Earth」（後にTMNのアルバム『EXPO』に収録）のインストゥルメンタル版が、最終営業日（2017年12月31日 - 2018年1月1日）の閉園BGMとして採用された。

- 1998年、聖飢魔IIの「日本全国ふるさと総世紀末計画」にて福岡県代表としてスペースワールドが選ばれ（各都道府県から1社のみというルールだった）、同年、聖飢魔ⅡがCMキャラクターを務めたことがある[41]。
- テレビアニメ『新幹線変形ロボ シンカリオン』21話（TBS系・2018年6月2日放送）に、スペースワールドと酷似した「NEOスペースワールド」と称する遊園地が登場、同園に鎮座してあったH-IIAロケットに酷似したオブジェが怪ロボットに変化する。翌22話（2018年6月9日放送）においても、皿倉山からの遠景とともに、サブキャラクターがJAXA種子島宇宙センターに働く父親とともにスペースワールドにたびたび訪れ宇宙飛行士への夢を育んだ旨の台詞がある。なお、閉園にあたって実施された来園客に自由に閉園への寄せ書きを書いてもらう企画「らくがき遊園地」において、「（スペースワールド）は2018年春にネオ・スペースワールドになります!!」の落書きがあった。[要出典]
- テレビアニメ『ケムリクサ』のオープニングアニメーションや第3話等において、スペースワールドの園内に酷似した遊園地が作品舞台に使われた。
- 跡地には、前述の通りスペースLABO等を主要テナントとした「THE OUTLETS KITAKYUSHU」が建設中で、2022年4月に開業予定[11]。